# Sfelinós
Sfelinós (Sfelinos) är en ort i Grekland.   Den ligger i prefekturen Nomós Serrón och regionen Mellersta Makedonien, i den nordöstra delen av landet, 300 km norr om huvudstaden Aten. Sfelinós ligger 428 meter över havet och antalet invånare är 304.
Terrängen runt Sfelinós är huvudsakligen kuperad, men norrut är den bergig. Runt Sfelinós är det ganska glesbefolkat, med 29 invånare per kvadratkilometer. Närmaste större samhälle är Néa Zíchni, 4,8 km sydväst om Sfelinós. Trakten runt Sfelinós består till största delen av jordbruksmark.